# Еквадор на Светском првенству у атлетици на отвореном 2019.
Еквадор је учествовао на 17. Светском првенству у атлетици на отвореном 2019. одржаном у Дохи од 27. септембра до 6. октобра седамнаести пут, односно учествовао је на свим првенствима до данас. Репрезентацију Еквадора представљало је 12 учесника (5 мушкараца и 7 жена) који су се такмичили у 8 дисциплини (3 мушке и 5 женских).,
На овом првенству Еквадор је по броју освојених медаља делио 31. место са 1 освојеном медаљом (бронзана). У табели успешности према броју и пласману такмичара који су учествовали у финалним такмичењима (првих 8 такмичара) Еквадор је са 2 учесника у финалу делио 42 место са 8 бодова.
| Плас. | Земља   | 1. место | 2. место | 3. место | 4. место | 5. место | 6. место | 7. место | 8. место | Бр. финал. | Бод. |
| ----- | ------- | -------- | -------- | -------- | -------- | -------- | -------- | -------- | -------- | ---------- | ---- |
| =42.  | Еквадор | 0        | 0        | 1        | 0        | 0        | 0        | 1        | 0        | 2          | 8    |

## Учесници
| Мушкарци: - Алекс Кињонез — 200 м - Андрес Чочо — 20 км ходање, 50 км ходање - Брајан Данијел Пинтадо — 20 км ходање - Хосе Маурисио Аутерага — 20 км ходање - Клаудио Паулино Виљануева Флорес — 50 км ходање | Жене: - Анхела Габријела Тенорио — 100 м - Роса Чача — Маратон - Карла Харамиљо — 20 км ходање - Гленда Морехон — 20 км ходање - Магали Бонила — 50 км ходање - Паола Перез — 50 км ходање - Луба Марија Залдивар — Троскок |  |

## Освајачи медаља (1)

### бронза (1)
- Алекс Кињонез — 200 м

## Резултати

### Мушкарци
| Атлетичар                        | Дисциплина   | Лични рекорд | Квалификације      | Квалификације      | Полуфинале | Полуфинале | Финале   | Финале       | Детаљи |
| Атлетичар                        | Дисциплина   | Лични рекорд | Резултат           | Место              | Резултат   | Место      | Резултат | Место        | Детаљи |
| -------------------------------- | ------------ | ------------ | ------------------ | ------------------ | ---------- | ---------- | -------- | ------------ | ------ |
| Алекс Кињонез                    | 200 м        | 19,87 НР     | 20,08 КВ           | 2. у гр. 1         | 19,95 КВ   | 2. у гр. 1 | 19,98    |              |        |
| Брајан Данијел Пинтадо           | 20 км ходање | 1:20:44      |                    |                    |            |            | 1:33:48  | 23 / 40 (53) |        |
| Хосе Маурисио Аутерага           | 20 км ходање | 1:21:08      | Није завршио трку  | Није завршио трку  |            |            |          |              |        |
| Андрес Чочо                      | 20 км ходање | 1:20:07      | 1:32:49            | 18 / 40 (53)       |            |            |          |              |        |
| Андрес Чочо                      | 50 км ходање | 3:42:57 НР   | Нису завршили трку | Нису завршили трку |            |            |          |              |        |
| Клаудио Паулино Виљануева Флорес | 50 км ходање | 3:49:27      | Нису завршили трку | Нису завршили трку |            |            |          |              |        |

### Жене
| Атлетичарка              | Дисциплина   | Лични рекорд | Квалификације | Квалификације | Полуфинале            | Полуфинале            | Финале                | Финале             | Детаљи |
| Атлетичарка              | Дисциплина   | Лични рекорд | Резултат      | Место         | Резултат              | Место                 | Резултат              | Место              | Детаљи |
| ------------------------ | ------------ | ------------ | ------------- | ------------- | --------------------- | --------------------- | --------------------- | ------------------ | ------ |
| Анхела Габријела Тенорио | 100 м        | 10,99 НР     | 11,40 (.399)  | 4. у гр. 5    | Није се квалификовала | Није се квалификовала | Није се квалификовала | 32 / 47            |        |
| Роса Чача                | маратон      | 2:32:45      |               |               |                       |                       | Није завршила трку    | Није завршила трку |        |
| Карла Харамиљо           | 20 км ходање | 1:33:35      | 1:38:26       | 18 / 39 (45)  |                       |                       |                       |                    |        |
| Гленда Морехон           | 20 км ходање | 1:25:29 НР   | 1:39:38       | 25 / 39 (45)  |                       |                       |                       |                    |        |
| Паола Перез              | 50 км ходање | 4:12:56 НР   | 4:38:54       | 9 / 17 (24)   |                       |                       |                       |                    |        |
| Магали Бонила            | 50 км ходање | 4:19:04      | 4:37:03       | 7 / 17 (24)   |                       |                       |                       |                    |        |
| Луба Марија Залдивар     | Троскок      | 14,51 НР     | 13,56         | 12. у гр. А   |                       |                       | Није се квалификовала | 24 / 26 (28)       |        |